# Selbhorn
Il Selbhorn (2.655 m s.l.m.) è una montagna delle Alpi di Berchtesgaden nelle Alpi Settentrionali Salisburghesi. Si trova nel Salisburghese (Austria).
È la montagna più alta dello Steinernes Meer.